# إدوارد ماثيو كوران
إدوارد ماثيو كوران (بالإنجليزية: Edward Matthew Curran) هو محامي وقاضي أمريكي، ولد في 10 مايو 1903 في بانجور في الولايات المتحدة، وتوفي في 10 يناير 1988 في واشنطن العاصمة في الولايات المتحدة.